# جين بوزر
جين بوزر هي ممثلة كندية، ولدت في 1981.

## وصلات خارجية
- جين بوزر على موقع IMDb (الإنجليزية)